# 米谷光司
米谷 光司（よねたに こうじ、1965年〈昭和40年〉 - ）は、日本の外交官。駐ジブチ特命全権大使を経て、外務省アフリカ部長。

## 経歴・人物
大阪府出身、大阪教育大学附属天王寺中学校・附属高等学校天王寺校舎卒業。1989年（平成元年）東京大学法学部卒業、外務省入省。トゥールーズ大学留学後、在インドネシア日本国大使館参事官、在フランス日本国大使館参事官、外務省経済局国際貿易課知的財産室長等を経て、2011年外務省大臣官房広報文化交流部文化交流課長。
2012年外務省大臣官房広報文化外交戦略課長。2013年財務省大臣官房参事官。2015年外務省退職、日本貿易振興機構理事（役員出向）。
2017年から駐ジブチ特命全権大使を務め、主要幹線道路改修のための無償資金協力に関する書簡の交換を行うなどした。2020年外務省中東アフリカ局兼アフリカ部兼国際協力局兼地球規模課題担当参事官。2021年外務省中東アフリカ局アフリカ部長。2022年地球環境戦略研究機関（IGES）プリンシパル・フェロー。2023年アジア福祉教育財団難民事業本部長。

## 同期
- 相航一（23年アメリカ特命全権公使・21年アメリカ公使）
- 赤堀毅（24年外務審議官（経済担当）・22年地球規模課題審議官）
- 赤松秀一（21年上海総領事）
- 安藤俊英（24年中東アフリカ局長・22年領事局長）
- 市川恵一（23年内閣官房副長官補・22年総合外交政策局長・20年北米局長）
- 岡井朝子（23年バーレーン大使・18年国連事務次長補）
- 加納雄大（23年ユネスコ大使・22年内閣府国際平和協力本部事務局長・21年南部アジア部長）
- 城内実（14年外務副大臣・03年衆議院議員）
- 齋田伸一（23年国際平和協力本部事務局長・22年アフリカ部長・20年アメリカ公使・16年エチオピア大使）
- 志水史雄（22年大臣官房長・20年中華人民共和国公使、18年アフリカ連合代表部大使）
- 曽根健孝（22年在ロサンゼルス総領事）
- 田村政美（23年外務省研修所長・20年インドネシア公使）
- 浜田隆（23年瀋陽総領事・21年内閣情報調査室内閣審議官兼国際テロ情報集約室次長）
- 中込正志（22年欧州局長・21年内閣総理大臣秘書官）
- 長岡寛介（24年チェコ大使・21年中東アフリカ局長・19年大臣官房審議官）
- 鯰博行（25年外務審議官（政務担当）・23年アジア大洋州局長・22年経済局長・21年国際法局長）
- 星野芳隆（23年エルサルバドル大使・21年スポーツ庁審議官）
- 松永健（23年トロント総領事）
- 山本恭司（19年フィリピン公使）

## 著書
- 『パブリック・ディプロマシー戦略 : イメージを競う国家間ゲームにいかに勝利するか』（金子将史, 北野充編著, Mark J.Davidson, 水鳥真美, 横江公美, 金泰煥, 古嶋雅史, 加治慶光, 四方敬之, 本田修, 小野日子, 小島寛之共著）PHP研究所 2014年

### 共著
- 『天王寺「学びのもり」から　附中・高卒業生対談集』（大阪教育大学附属天王寺中学校・大阪教育大学附属高等学校天王寺校舎編、新風書房、2006年） - 山中伸弥 京都大学iPS細胞研究所所長や岡村秀典京都大学教授、後藤芳一東京大学元教授、前章裕水産庁元参事官らとの共著